# Дункер, Йёста
Йё́ста Ду́нкер (швед. Gösta Dunker; 16 сентября 1905, Сандвикен — 5 июня 1973) — шведский футболист, нападающий, участник чемпионата мира 1934 года в составе сборной Швеции.

## Карьера
Много лет выступал за клуб «Сандвикен».
В сборной дебютировал в 1928 году в товарищеском матче с Австрией. Участвовал в двух чемпионатах Скандинавии и в чемпионате мира 1934 года. Сыграл на турнире 2 матча, забил 1 гол. Всего провёл 15 игр за сборную, четырежды забивал голы в ворота соперников.
| Матчи и голы Йёсты Дункера за сборную Швеции | Матчи и голы Йёсты Дункера за сборную Швеции | Матчи и голы Йёсты Дункера за сборную Швеции | Матчи и голы Йёсты Дункера за сборную Швеции | Матчи и голы Йёсты Дункера за сборную Швеции | Матчи и голы Йёсты Дункера за сборную Швеции | Матчи и голы Йёсты Дункера за сборную Швеции |
| -------------------------------------------- | -------------------------------------------- | -------------------------------------------- | -------------------------------------------- | -------------------------------------------- | -------------------------------------------- | -------------------------------------------- |
| №                                            | Дата                                         | Место проведения                             | Соперник                                     | Счёт                                         | Голы                                         | Турнир                                       |
| 1                                            | 29 июля 1928                                 | Стокгольм, Швеция                            | Австрия                                      | 2:3                                          | -                                            | Товарищеский матч                            |
| 2                                            | 18 июля 1930                                 | Таллин, Эстония                              | Эстония                                      | 5:1                                          | -                                            | Товарищеский матч                            |
| 3                                            | 22 июля 1930                                 | Рига, Латвия                                 | Латвия                                       | 5:0                                          | 1                                            | Товарищеский матч                            |
| 4                                            | 28 сентября 1930                             | Хельсинки, Финляндия                         | Финляндия                                    | 4:4                                          | -                                            | Чемпионат Скандинавии 1929-32                |
| 5                                            | 8 июля 1931                                  | Сандвикен, Швеция                            | Эстония                                      | 3:1                                          | -                                            | Товарищеский матч                            |
| 6                                            | 12 июня 1932                                 | Стокгольм, Швеция                            | Бельгия                                      | 3:1                                          | -                                            | Товарищеский матч                            |
| 7                                            | 19 июня 1932                                 | Копенгаген, Дания                            | Дания                                        | 1:3                                          | -                                            | Чемпионат Скандинавии 1929-32                |
| 8                                            | 1 июля 1932                                  | Гётеборг, Швеция                             | Норвегия                                     | 1:4                                          | -                                            | Чемпионат Скандинавии 1929-32                |
| 9                                            | 10 июля 1932                                 | Варшава, Польша                              | Польша                                       | 0:2                                          | -                                            | Товарищеский матч                            |
| 10                                           | 13 июля 1932                                 | Рига, Латвия                                 | Латвия                                       | 0:0                                          | -                                            | Товарищеский матч                            |
| 11                                           | 15 июля 1932                                 | Таллин, Эстония                              | Эстония                                      | 3:1                                          | 1                                            | Товарищеский матч                            |
| 12                                           | 25 сентября 1932                             | Стокгольм, Швеция                            | Литва                                        | 8:1                                          | -                                            | Товарищеский матч                            |
| 13                                           | 24 сентября 1933                             | Осло, Норвегия                               | Норвегия                                     | 1:0                                          | 1                                            | Чемпионат Скандинавии 1933-36                |
| 14                                           | 27 мая 1934                                  | Болонья, Италия                              | Аргентина                                    | 3:2                                          | -                                            | Чемпионат мира по футболу 1934               |
| 15                                           | 31 мая 1934                                  | Милан, Италия                                | Германия                                     | 1:2                                          | 1                                            | Чемпионат мира по футболу 1934               |

Итого: 15 матчей / 4 гола; 8 побед, 2 ничьих, 5 поражений.
С 1948 по 1950 год был тренером шведского клуба «Эребру».